# ستايسي فيليبس
ستايسي فيليبس (بالإنجليزية: Stacy Phillips)‏ هو عازف قيثارة أمريكي، ولد في 29 سبتمبر 1944، وتوفي في 5 يونيو 2018 في هارتفورد في الولايات المتحدة.